# Биджинелли, Пьетро
Пье́тро Биджине́лли (итал. Pietro Biginelli; 25 июля 1860, Палаццоло-Верчеллезе, Пьемонт — 15 января 1937, Рим) — итальянский химик. Известен тем, что открыл трёхкомпонентную реакцию между мочевиной, ацетоуксусным эфиром и альдегидами (реакция Биджинелли). Также изучал разные аспекты ассенизационной химии (очистка городских стоков) и контроля качества химической продукции.

## Биография
Родился 25 июля 1860 года в Палаццоло-Верчеллезе. 
В 1886 году окончил Туринский университет по специальности «химия и фармацевтика», обучался под руководством профессора Ичилио Гуарески, хорошо известного итальянского химика и историка.  
В 1891 году Биджинелли работает в химической лаборатории во Флорентийском университете, где 2 годами позже он открывает метод, который позже будет известен как синтез пиримидинов Биджинелли. 
В 1897 он находится уже в Риме, как приват-доцент. В 1901 году Пьетро Биджинелли, как заместитель, переехал в химическую лабораторию Государственной медицины в Риме, где он работал ассистентом Бартоломео Госио, химика, известного открытием мышьяксодержащего летучего газа, известного как «газ Госио». С 1925 по 1928 год Биджинелли работал директором вышеприведенной химической лаборатории.

## Научные интересы
Первой известной работой Пьетро Биджинелли, в которой он был соавтором своего наставника Ичилио Гуарески, была сосредоточена на синтезе и реакционной способности хлорбромнафталина. Уже в университете во Флоренции, Биджинелли открыл трехкомпонентную реакцию между мочевиной, альдегидом и ацетоуксусным эфиром, которая в начале неправильно интерпретирована как реакция приводящая к образованию α- benzuramido-crotonacetic ester или ethyl-alpha-salicyluramido-crotonate с линейным, не циклическим строением. Однако позже он исправил себя и показал, что конечный продукт был фактически пиримидином. Однако , Биджинелли не изменил химические названия полученных ним соединений.
Другой диапазон его исследовательских интересов появился, когда он был ассистентом Бартоломео Госио. В то время было известно, что определённые ядовитые летучие мышьяк-содержащие вещества образуются плесенью, вырастающей на обоях, окрашенных мышьяк-содержащими красками, например «Парижской зеленью». Наконец Госио и Биджинелли имели успех в изоляции и анализе разновидностей: когда газ Госио был пропущен через раствор хлорида ртути в разбавленном растворе хлористого водорода(раствор Биджинелли) сформировался кристаллический осадок.
Маленькая ампула хлорида ртути Госио-Биджинелли по этот день представлена в музее Истории Медицины в Риме, Италия. Под напечатанным названием «Laboratorio Batteriologico della Sanitа Pubblica» написано от руки «arsina penicillare comp. mercurico». Анализируя этот материал и газ непосредственно, показалось, что газ является диэтиларсином. Позже, однако, выявилось, что газ, обнаруженный Госио и Биджинелли, является фактически триметиларсином.
Среди других научных усилий Пьетро Биджинелли следует отметить, что в 1911 он на основании показанного танином свойства формирования аддитивного соединения с водой, спиртом и эфиром, (который устойчив даже в вакууме) а также на потере диоксида углерода и воды с образованием гексагидроксибензофенона, когда танин нагревали в водном растворе с свинцовым суриком(количество выделенной углекислоты было определено), заявил, что танин имеет формулу С14Н32О25 и что это, вероятно, глюкозид.
В 1914 Биджинелли показал, что аристохинин и хинина карбонат, поставляемые на рынок Баером и Зиммером (Bayer and Zimmer) в 1898 году не были солями углекислоты, что настоящий карбонат хинина очень горек, и что эти вещества ничто иное как этиловый эфир хининовой кислоты (С20Н23О2N2)СООС2Н5 и аристохин, карбонилхинин (С20Н23О2N2) 2СО.
После того как Биджинелли оставил свой пост директора Химической лаборатории государственной медицины, он сфокусировался на проблемах исследования химических товаров, например, различие между настоящими и подделанными таннатами коммерческого хинина, искусственных танинов и т. д.